# Carbex
Carbex är ett svenskt företag som grundades 1887 i Stockholm, under namnet Swenska Dynamoborstfabriken. Grunden till företaget var trefas-generator som kom några år tidigare. För strömöverföring från rörliga delar i generatorn till det fasta elnätet krävdes elektrisk kontakt, så kallade elborstar. Dessa bestod av hårt sammanpressade koppartrådar. Under början av 1900-talet ersattes dessa koppartrådar av material som bestod av grafit och kopparpulver. Ett vanligt namn för detta idag är kolborstar.
1912 flyttade Carbex till Vadstena i Östergötland och var beläget i stadskärnan. 1972 flyttade företaget vidare till sina nuvarande lokaler och 1987 ändrades namnet till Carbex AB.
Carbex arbetar idag på den globala marknaden med i första hand elborstar där höga tekniska krav ställs.